# Friedrich Wassipaul
Friedrich Wassipaul (* 5. März 1926; † 21. Mai 2014) war ein österreichischer Holzforscher, sowie Hochschullehrer und langjähriger Vorstand des Instituts für Holzforschung an der Universität für Bodenkultur Wien (BOKU).

## Leben
Friedrich Wassipaul wurde am 5. März 1926 geboren und erlernte im elterlichen Betrieb in Hollabrunn den Beruf des Wagners. Danach begann er ein Maschinenbaustudium an der Technischen Hochschule Wien und verband dabei handwerkliches mit akademischen Wissen über Holz und seine Bearbeitung. Nach seinem Studienabschluss und einer Betriebspraxis bei einem dänischen Holzindustriebetrieb begann Wassipaul seine Tätigkeit am eben erst gegründeten Österreichischen Holzforschungsinstitut, heute Holzforschung Austria genannt. Dort wurde er im Jahre 1966 Abteilungsleiter und unterrichtete nebenbei auch an der HTBLuVA Mödling in der höheren Abteilung für Holztechnik. In den Jahren 1971 bzw. 1972 erfolgte schließlich seine Berufung als Ordentlicher Professor an das Institut für Holzforschung an der Universität für Bodenkultur Wien (BOKU). Dabei war Wassipaul im Wintersemester 1975/75 der Begründer des Studienzweigs Holzwirtschaft und prägte bis zu einer Emeritierung im Jahre 1992 den Aufbau der Lehre und der Forschung am Institut für Holzforschung, dessen langjähriger Vorstand er war. Nach seiner Emeritierung besetzte Helmuth Resch die freigewordene Stelle nach.
Weiters gehörte er auch diversen Normenausschüssen und Prüfungskommissionen von Güteverbänden der Holzwirtschaft an. Er veröffentlichte zudem unzählige Publikationen in Fachzeitschriften und anderen Medien. Zeitlebens wurde Wassipaul vielfach geehrt, erhielt unter anderem von der Westungarischen Universität in Sopron die Medaille Pro Universitate Soproniensis und war Ehrenmitglied des österreichischen Leimbauverbandes, sowie Mitglied der Internationalen Gesellschaft Wood Science and Technology. Für sein engagiertes Wirken erhielt er im Jahre 2000 die Ehrennadel des Verbandes der Holzwirte Österreichs (VHÖ) verliehen. Im November 2001, anlässlich seines 75. Geburtstags, erschien der erste Band – mit dem Titel Eine Holzzeitgeschichte – Konturen der Forschung und Lehre in Österreich – aus der Schriftenreihe Lignovisionen, die am Institut für Holzforschung, Department für Materialwissenschaften und Prozesstechnik, an der Universität für Bodenkultur Wien herausgegeben wird.
Am 21. Mai 2014 starb Wassipaul 88-jährig und wurde am 4. Juni 2014 im Familiengrab am Friedhof Hollabrunn beerdigt.